# Романчук, Александр Александрович
Алекса́ндр Алекса́ндрович Романчу́к (род. 8 июня 1966, Гродно) — священник Белорусской православной церкви и церковный историк. Автор публикаций, посвящённых разным аспектам деятельности митрополита Иосифа (Семашко), истории Брестской унии, её влиянию на историческую судьбу белорусского народа.

## Биография
Родился 8 июня 1966 года в Гродно в семье служащих. С 1973 по 1982 год учился в средней школе № 6 города Гродно. В 1982 году переехал в город Калининград, где в 1983 закончил среднюю школу № 5.
В 1983—1984 годах работал смотрителем в доме-музее М. П. Мусоргского в посёлке Наумово Куньинского района Псковской области.
В 1984 году поступил в Калининградское высшее инженерное училище инженерных войск им. А. А. Жданова, из которого после трёх лет успешного обучения отчислился, разочаровавшись в военной карьере и испытав тягу к духовному служению. В 1987—1988 годах проходил срочную службу в рядах Советской армии.
С 1988 по 1989 год нес послушание пономаря в Иоанно-Предтеченской церкви деревне Лунно Мостовского района Гродненской области. В 1989 году поступил в Минскую духовную семинарию. В том же году вступил в брак.
9 января 1991 года митрополитом Минским и Гродненским Филаретом (Вахромеевым) был рукоположен в сан диакона и назначен на должность дежурного помощника инспектора семинарии. 16 февраля 1992 года митрополитом Филаретом хиротонисан во священника, переведён на экстернат и направлен на церковно-приходское послушание в Владимирскую Занеманскую церковь города Гродно. С 1992 года нес послушание духовника Свято-Владимирского приходского братства города Гродно.
В 1995 году окончил Минскую духовную семинарию со степенью бакалавра богословия, защитив работу «Очерк истории Гродненской епархии. 1900—1915 гг.». В том же году указом митрополита Минского и Слуцкого Филарета (Вахромеева) был назначен на должность настоятеля Владимирской церкви города Гродно. В 1996 году назначен обязанности миссионером Гродненской епархии.
В 1998 году поступил в Минскую духовную академию, которую без отрыва от несения приходского послушания закончил в 2001 году со степенью кандидата богословия за диссертационное сочинение: «Иосиф (Семашко), митрополит Литовский и Виленский. Церковная деятельность в 40-е — 60-е гг. XIX века». В 2002 году был принят в магистратуру Минской духовной академии, где продолжил научную работу по теме своей кандидатской диссертации. Одновременно в 2004—2007 годах в качестве соискателя научной степени кандидата исторических наук обучался в аспирантуре исторического факультета Гродненского государственного университета им. Янки Купалы.
30 января 2004 года указом епископа Гродненского и Волковысского Артемия (Кищенко) почислен за штат с правом перехода в другую епархию. Тогда же был принят в состав духовенства Минской епархии и указом митрополита Филарета (Вахромеева) назначен клириком Рождество-Богородичного женского ставропигиального монастыря города Гродно. В 2012 году указом митрополита Филарета включен в число клириков Жировичского Успенского мужского ставропигиального монастыря
В 2012 году назначен руководителем Исторической комиссии при Издательском совете Белорусского Экзархата Русской Православной Церкви. Комиссия занималась рецензированием учебных пособий для средних и высших учреждений образования в рамках договора между Белорусской Православной Церковью и Министерством образования Республики Беларусь, а также книг исторического содержания, издаваемых в Белорусском экзархате.
В 2013 года стал преподавателем Минской духовной семинарии, заместителем председателя Студенческого научного общества Минской духовной академии и семинарии. В 2014 году назначен заведующим кафедрой церковной истории Минской духовной семинарии. Преподаёт следующие предметы: «История Беларуси», «История Белорусской Православной Церкви», «История Поместных Православных Церквей», «История древнего мира» и спецкурс «История Брестской церковной унии на Белорусских землях».
19 апреля 2019 года награждён митрополитом Павлом (Пономарёвым) правом служения Божественной литургии с открытыми царскими воротами по «Иже херувимы…».
8 июня 2021 года решением Синода Белорусского экзархата, утверждённым на заседании Священного Синода Русской Православной Церкви 17 июня того же года, назанчен главой созданой тогда же Синодальной исторической комиссии Белорусской православной церкви.

## Публикации
статьи
- Митрополит Иосиф Семашко. Религиозные и морально-нравственные основы деятельности // Нёман. — 2003. — № 8. — С. 184—189.
- Воссоединение униатов в исторической судьбе белорусского народа // Труды Минской Духовной Академии. — 2003. — № 2. — С. 129—146.
- Некоторые аспекты подготовки воссоединения белорусских униатов // Церковь и ответственность за творение: материалы IX Международных Кирилло-Мефодиевских чтений, посвященных Дням славянской письменности и культуры, Минск, 23 — 26 мая 2003 г.: в 2 ч. / Европейский гуманитарный ун-т, Бел. гос. ун-т культуры; отв. ред. и сост. А. Ю. Бендин. — Минск: ООО «Ковчег», 2004. — Ч. 1 — С. 142—161.
- Записки митрополита Иосифа Семашко: источниковедческий анализ // Церковь и информационно-образовательное пространство : материалы X Международных Кирилло-Мефодиевских чтений, посвященных Дням славянской письменности и культуры, Минск, 24 — 26 мая 2004 г.: в 2 ч. / Европейский гуманитарный ун-т; Бел. гос. ун-т культуры; отв. ред. и сост. А. Ю. Бендин. — Минск: ООО «Ковчег», 2005. — Ч. 1 — С. 201—210.
- Главная Семинария при Виленском университете: воспитание и образование католического духовенства униатского обряда // Веснік Гродзенскага дзяржаўнага універсітэта імя Янкі Купалы. Серыя 1, Гісторыя, філасофія, паліталогія, сацыялогія. — 2006. — № 4. — С. 3 — 10.
- Литовский митрополит Иосиф Семашко // Веснік Гродзенскага дзяржаўнага універсітэта імя Янкі Купалы. Серыя 1, Гісторыя, філасофія, паліталогія, сацыялогія. — 2007. — № 3 (55). — С. 10 — 17.
- Греко-католическая церковь в пределах Российской империи в первой трети XIX в.: проблемы и перспективы // Церковно-исторический вестник. — 2008. — № 15. — С. 56 — 83.
- С твердым убеждением и добрыми намерениями // Беларуская думка. — 2009. — № 4. — С. 102—107.
- Иосиф (Семашко) // Православная энциклопедия. — М., 2011. — Т. XXV : Иоанна деяния — Иосиф Шумлянский. — С. 658—668. — 39 000 экз. — ISBN 978-5-89572-046-2. (соавтор: иерей А. Берташ)
- Митрополит Иосиф (Семашко): теоретические предпосылки деятельности по ликвидации унии // Дабраверны князь Канстанцін (Васілій) Астрожскі — славуты асветнік і абаронца праваслаўя: зборнік матэрыялаў Міжнароднай навукова-багаслоўскай канферэнцыі, Тураў, Брэст, 11 — 12 мая 2008 г. — Брэст: БрДУ імя А. С. Пушкіна, 2011. — С. 150—160.
- Проект общего воссоединения униатов с православными в Российской империи: первоначальный план // Труды Минской духовной академии. № 10. — Жировичи: Издательство Минской духовной семинарии, 2012. — 262 с. — С. 243—254.
- Генерал П. О. Бобровский и его книга «Русская греко-униатская церковь в царствование императора Александра I» // Труды Минской духовной академии. — 2013. — № 11. — С. 120—139.
- Разные экклезиологические подходы к разрыву Брестской унии на территории Российской империи в 1839 г. // VI Международные Свято-Михайловские чтения «Православие и современность. 400-летие явления Крупецкой иконы Божией Матери: свидетельства о стоянии народа белорусского в вере». 21 — 23 ноября 2012 г. Сборник докладов. — Минск: Братство в честь св. Архистратига Михаила в г. Минске Минской епархии Белорусской Правослаавной Церкви, 2013. — 199 с. — С. 105—117.
- Киприанович Григорий Яковлевич // Православная энциклопедия. — М., 2013. — Т. XXXIII : Киево-Печерская лавра — Кипрская икона Божией Матери. — С. 730-731. — 33 000 экз. — ISBN 978-5-89572-037-0.
- Богословские аспекты разрыва церковной унии на территории Российской империи в 1839 г. // Крещение Руси в судьбах народов Беларуси, России и Украины: выбор цивилизационного пути: материалы Международной научной конференции. Минск, 6 — 7 июня 2013 г. / Редкол: В. Г. Гусаков [и др.]. — Минск: Издательство Белорусского Экзархата, 2013. — 351 с. — С. 210—218.
- «Записки Иосифа, митрополита Литовского» как источник для исследования возвращения белорусских униатов к православию // Труды Минской духовной академии. — 2015. — № 12. — С. 117—133.
- Цивилизационные повороты в исторической судьбе белорусского народа // Святой князь Владимир и Крещение Руси : цивилизационный выбор восточнославянского мира. Материалы международной научной конференции, Республика Беларусь, Минская духовная академия при Свято-Успенском Жировичском монастыре 14-15 мая 2015 г. / Науч. ред. совет: А. А. Коваленя [и др.]; Институт философии НАН Беларуси. — Минск : Право и экономика, 2015. — С. 162—164.
- Рецензия на книгу А. В. Слесарева «Мартиролог Гомельской епархии (1917—1953). Биографический справочник» // ΧΡΟΝΟΣ. Церковно-исторический альманах. — 2015. — № 2. — С. 194—196.
- Религиозно-культурное самоопределение белорусского народа: прошлое, настоящее и перспективы в будущем // Православный ученый в современном мире. Синтез науки и православия: сохранение духовно-нравственных ценностей в современных условиях: сборник материалов V международной научно-практической конференции, 25 — 31 мая 2016 г., Ганновер-Германия, Супрасль-Польша, Жировицы-Беларусь. — Воронеж: ИСТОКИ, 2016. — 180 с. — С. 83-86.
- Проект общего воссоединения белорусско-украинских униатов с православными (1828—1839) и степень его самостоятельности // Труды Минской духовной академии. — 2017. — № 14. — С. 219—242.
- Предпосылки упразднения унии в Российской империи в 1839 г // Труды Минской духовной академии. — 2017. — № 14. — С. 243—271.
  - Предпосылки упразднения унии в Российской Империи в 1839 году // Митрополит Иосиф (Семашко; 1798—1868): личность, эпоха, исторический путь Православия на белорусских землях : Материалы научно-практической конференции, Минск : Белорусская Православная Церковь, Национальная академия наук Беларуси, Отделение гуманитарных наук и искусств НАН Беларуси, Институт философии НАН Беларуси, Минская духовная академия, 24-26 октября 2018 года, 2019. — С. 56-84.
- Неизвестная фотография митрополита Литовского и Виленского Иосифа (Семашко) // ΧΡΟΝΟΣ. Церковно-исторический альманах. — 2017. — № 4. — С. 83-90.
- Религиозно-нравственные аспекты деятельности митрополита Литовского и Виленского Иосифа (Семашко; 1798–1868) по воссоединению униатов // Аспект : журнал социальных и гуманитарных наук. — 2018. — № 2 (6). — С. 25—44.
- Динамика численности униатов в пределах Российской Империи с 1772 по 1839 г. // Церковная наука в начале третьего тысячелетия: актуальные проблемы и перспективы развития. Материалы Международной научной конференции, Минск, 17 ноября 2017 года : Минская духовная академия. — Минск : Издательство Минской духовной академии, 2018. — С. 314—320.
- Деятельность святителя Георгия (Конисского) по воссоединению униатов в контексте конфессиональной политики императрицы Екатерины ІІ // Государство, общество и Церковь в истории Беларуси (к 500-летию издания Франциском Скориной печатной Библии и 300-летию со дня рождения святителя Георгия Конисского, архиепископа Могилевского): материалы научно-практической конференции, Минск-Жировичи, 12-13 октября 2017 года. — Минск: Издательство Минской духовной академии, 2018. — C. 59-63.
- Митрополит Литовский и Виленский Иосиф (Семашко; 1798—1868): очерк церковного и общественного служения // Вестник: Квартальный религиозно-нравственный журнал: Православная церковь в Литве. 2018. — № 1. — С. 60—65.
- К вопросу о преследованиях униатского духовенства в ходе общего воссоединения униатов с православными в 1839 году // Богословский вестник: научно-богословский журнал. — 2018. — Вып. 1, № 28. — С. 154—177.
- Личность митрополита Иосифа (Семашко) как фактор успеха упразднения унии в 1839 году // Митрополит Иосиф (Семашко; 1798—1868): личность, эпоха, исторический путь Православия на белорусских землях : Материалы научно-практической конференции, Минск : Белорусская Православная Церковь, Национальная академия наук Беларуси, Отделение гуманитарных наук и искусств НАН Беларуси, Институт философии НАН Беларуси, Минская духовная академия, 24-26 октября 2018 года. — Минск : Издательство Минской духовной академии, 2019. — С. 4-16.
- Возвращение западнорусских униатов к православию (1780—1839): устоявшиеся стереотипы и историческая реальность // Конфессиональная история российско-белорусского приграничья конца XIX — середины XX вв: институты, практики, идентичности : Сборник материалов международной научной конференции, Смоленск, 27-30 июня 2019 года / Под редакцией М. В. Каиля. — Смоленск: Смоленский государственный университет, 2019. — С. 63-73.
- Попытки греко-католической иерархии обеспечить положение унии в Российской Империи посл. четв. XVIII — первая треть XIX в. // Церковная наука в начале третьего тысячелетия: актуальные проблемы и перспективы развития : мат. межд. науч. конф., Республика Беларусь, г. Минск, 15 ноября 2018 г. / Минская духовная академия. — Минск : Издательство Минской духовной академии, 2019. — C. 4-15.
- Главный урок полоцкого Объединительного собора 1839 года // Православие в Беларуси XIX—XX вв.: Материалы международной научной конференции, Республика Беларусь, г. Минск, 1 ноября 2019 г. / Белорусская Православная Церковь, Национальная академия наук Беларуси, Отделение гуманитарных наук и искусств НАН Беларуси, Институт истории НАН Беларуси, Минская духовная академия. — Минск: Издательство Минской духовной академии, 2020. — С. 3—9.
- Полоцкий собор // Православная энциклопедия. — М., 2020. — Т. LVII : Погановская икона Божьей Матери — Православное обозрение. — С. 237—243. — 39 000 экз. — ISBN 978-5-89572-064-6. (в соавторстве с В. А. Тепловой)
- Пинская генеральная конгрегация православного духовенства 1791 года как первый опыт враждебных действий Фанара в отношении Русской Православной Церкви // Тетради по консерватизму. — 2020. — № 2. — С. 277—292.
- Причины возникновения движения к православию униатского духовенства в Российской империи в первой трети XIX века // Тетради по консерватизму. — 2020. — № 2. — С. 293—317.
- Мировоззрение митрополита Иосифа (Семашко) и его истоки // Тетради по консерватизму: альманах. 2020. — № 2. Апрель: Западнорусизм — С. 331—345.
- К вопросу о значении упразднения Брестской церковной унии в пределах Российской империи для Русской Православной Церкви и белорусского народа // Ортодоксия. 2021. — № 2. — С. 72-96.
- Штрихи к портрету архиерея-воссоединителя митрополита Иосифа (Семашко) // Ортодоксия. 2021. — № 2. — С. 119—141.
- Возвращение к православию белорусско-украинских униатов в правление императрицы Екатерины II (1780—1795). Опыт интеграции в Российской империи // Тетради по консерватизму. — 2022. — № 1. — С. 227—236.
- Русская Церковь и Константинопольский Патриархат: актуальные вопросы отношений // Ортодоксия — 2022. — № 1. — С. 171—184.
- Конфессиональные аспекты польского восстания 1863—1864 годов // Тетради по консерватизму: альманах. 2023. — № 3: Октябрь: «Польский вопрос» — C. 44—61.
- Полоцкий объединительный Собор 1839 года: предыстория, совершение и значение события // Ортодоксия. — 2024. — № 3. — С. 10—53.
- Состояние униатской паствы в пределах Российской империи накануне Полоцкого Собора 1839 года // Ортодоксия. — 2024. — № 4. — С. 10-29.

монографии
- Иосиф (Семашко), митрополит Литовский и Виленский: жизнь и служение. — Минск : Братство в честь святого Архистратига Михаила, 2012. — 181 с. — 90 экз. — ISBN 978-985-6978-24-4
- Высокопреосвященный Иосиф (Семашко), митрополит Литовский и Виленский: очерк жизни и церковно-общественной деятельности. — Москва ; Минск : Общество любителей церковной истории, 2015. — 443 с. — (Материалы по истории Церкви; кн. 52). — 1000 экз.
  - Высокопреосвященный Иосиф (Семашко), митрополит Литовский и Виленский: очерк жизни и церковно-общественной деятельности / рекомендовано к публикации Издательским советом Белорусской Православной Церкви. ИС Б18-805-0067. — 2-е изд., стер. — Москва; Минск : Общество любителей церковной истории, 2018. — 443 с. — (Материалы по истории Церкви; кн. 52). — 1000 экз.